# Temporada 2022-23 del fútbol en Andorra
La Temporada 2022-23 del fútbol andorrano abarcó todas las actividades relativas a campeonatos de fútbol, nacionales e internacionales, disputados por clubes andorranos, y por las selecciones nacionales de este país en sus diversas categorías.

## Torneos locales
| Nivel | Torneo              | Campeonato      | Campeón                 |
| ----- | ------------------- | --------------- | ----------------------- |
| 1     | Primera Divisió     | Edición 2022-23 | Atlètic Club d'Escaldes |
| 2     | Segona Divisió      | Edición 2023-23 | Pas de la Casa          |
| -     | Copa Constitució    | Edición 2023    | Inter Club d'Escaldes   |
| -     | Supercopa andorrana | Edición 2022    | Inter Club d'Escaldes   |

## Torneos internacionales

### Liga de Campeones de la UEFA
| Equipo                | Fase             | Pts. | PJ | PG | PE | PP | GF | GC | Dif. | Rend. | Notas.                              |
| --------------------- | ---------------- | ---- | -- | -- | -- | -- | -- | -- | ---- | ----- | ----------------------------------- |
| Inter Club d'Escaldes | Ronda preliminar | 3    | 2  | 1  | 0  | 1  | 2  | 2  | 0    | 50,0% | Eliminado por el Víkingur Reykjavík |

### Liga Europa Conferencia de la UEFA
| Equipo                  | Fase          | Pts. | PJ | PG | PE | PP | GF | GC | Dif. | Rend. | Notas.                        |
| ----------------------- | ------------- | ---- | -- | -- | -- | -- | -- | -- | ---- | ----- | ----------------------------- |
| Atlètic Club d'Escaldes | Primera ronda | 1    | 2  | 0  | 1  | 1  | 1  | 2  | -1   | 16.6% | Eliminado por el Gżira United |
| Inter Club d'Escaldes   | Segunda ronda | 1    | 2  | 0  | 1  | 1  | 1  | 4  | -3   | 16.6% | Eliminado por el CFR Cluj     |
| UE Santa Coloma         | Primera ronda | 0    | 2  | 0  | 0  | 2  | 1  | 5  | -4   | 0.0%  | Eliminado por el Breiðablik   |

## Selecciones nacionales

### Selección absoluta masculina
| Fecha      | Ciudad           | Competición                             | Racha | Local         |                          | Resultado |                          | Visitante     |
| ---------- | ---------------- | --------------------------------------- | ----- | ------------- | ------------------------ | --------- | ------------------------ | ------------- |
| 3/6/2022   | Riga             | Liga de las Naciones de la UEFA 2022-23 | No    | Letonia       | Bandera de Letonia       | 3:0       | Bandera de Andorra       | Andorra       |
| 6/6/2022   | Andorra la Vieja | Liga de las Naciones de la UEFA 2022-23 |       | Andorra       | Bandera de Andorra       | 0:0       | Bandera de Moldavia      | Moldavia      |
| 10/6/2022  | Andorra la Vieja | Liga de las Naciones de la UEFA 2022-23 | Sí    | Andorra       | Bandera de Andorra       | 2:1       | Bandera de Liechtenstein | Liechtenstein |
| 14/6/2022  | Chisináu         | Liga de las Naciones de la UEFA 2022-23 | No    | Moldavia      | Bandera de Moldavia      | 2:1       | Bandera de Andorra       | Andorra       |
| 22/9/2022  | Vaduz            | Liga de las Naciones de la UEFA 2022-23 | Sí    | Liechtenstein | Bandera de Liechtenstein | 0:2       | Bandera de Andorra       | Andorra       |
| 25/9/2022  | Andorra la Vieja | Liga de las Naciones de la UEFA 2022-23 |       | Andorra       | Bandera de Andorra       | 1:1       | Bandera de Letonia       | Letonia       |
| 16/11/2022 | Málaga           | Amistoso                                | No    | Andorra       | Bandera de Andorra       | 0:1       | Bandera de Austria       | Austria       |
| 19/11/2022 | Gibraltar        | Amistoso                                | No    | Gibraltar     | Bandera de Gibraltar     | 1:0       | Bandera de Andorra       | Andorra       |
| 25/3/2023  | Andorra la Vieja | Clasificación para la Eurocopa 2024     | No    | Andorra       | Bandera de Andorra       | 0:2       | Bandera de Rumania       | Rumanía       |
| 28/3/2023  | Prishtina        | Clasificación para la Eurocopa 2024     |       | Kosovo        | Bandera de Kosovo        | 1:1       | Bandera de Andorra       | Andorra       |

### Selección sub-17
| Fecha      | Ciudad     | Competición                                                | Racha | Local   |                    | Resultado |                       | Visitante  |
| ---------- | ---------- | ---------------------------------------------------------- | ----- | ------- | ------------------ | --------- | --------------------- | ---------- |
| 20/10/2022 | Toruń      | Clasificación al Campeonato Europeo Sub-17 de la UEFA 2023 | No    | Austria | Bandera de Austria | 2:0       | Bandera de Andorra    | Andorra    |
| 23/10/2022 | Inowrocław | Clasificación al Campeonato Europeo Sub-17 de la UEFA 2023 | No    | Polonia | Bandera de Polonia | 1:6       | Bandera de Andorra    | Andorra    |
| 26/10/2022 | Inowrocław | Clasificación al Campeonato Europeo Sub-17 de la UEFA 2023 |       | Andorra | Bandera de Andorra | 1:1       | Bandera de Montenegro | Montenegro |

### Selección sub-19
| Fecha     | Ciudad | Competición                                                       | Racha | Local           |                            | Resultado |                    | Visitante |
| --------- | ------ | ----------------------------------------------------------------- | ----- | --------------- | -------------------------- | --------- | ------------------ | --------- |
| 21/9/2022 | Meyrin | Clasificación para el Campeonato de Europa Sub-19 de la UEFA 2023 | No    | República Checa | Bandera de República Checa | 3:0       | Bandera de Andorra | Andorra   |
| 24/9/2022 | Meyrin | Clasificación para el Campeonato de Europa Sub-19 de la UEFA 2023 | No    | Grecia          | Bandera de Grecia          | 3:0       | Bandera de Andorra | Andorra   |
| 27/9/2022 | Nyon   | Clasificación para el Campeonato de Europa Sub-19 de la UEFA 2023 | No    | Andorra         | Bandera de Andorra         | 0:2       | Bandera de Suiza   | Suiza     |

### Selección sub-21
| Fecha      | Ciudad           | Competición                                   | Racha | Local           |                            | Resultado |                    | Visitante |
| ---------- | ---------------- | --------------------------------------------- | ----- | --------------- | -------------------------- | --------- | ------------------ | --------- |
| 4/6/2022   | Andorra la Vieja | Clasificación para la Eurocopa Sub-21 de 2023 | No    | Andorra         | Bandera de Andorra         | 0:3       | Bandera de Kosovo  | Kosovo    |
| 9/6/2022   | Kranj            | Clasificación para la Eurocopa Sub-21 de 2023 | No    | Eslovenia       | Bandera de Eslovenia       | 2:0       | Bandera de Andorra | Andorra   |
| 13/6/2022  | Brno             | Clasificación para la Eurocopa Sub-21 de 2023 | No    | República Checa | Bandera de República Checa | 7:0       | Bandera de Andorra | Andorra   |
| 23/11/2022 | Ta' Qali         | Amistoso                                      | No    | Malta           | Bandera de Malta           | 2:1       | Bandera de Andorra | Andorra   |
| 24/3/2023  | Armavir          | Clasificación para la Eurocopa Sub-21 de 2025 |       | Bielorrusia     | Bandera de Bielorrusia     | 0:0       | Bandera de Andorra | Andorra   |

### Selección absoluta femenina

#### Enfrentamientos
| Fecha     | Ciudad           | Competición | Racha | Local       |                        | Resultado |                          | Visitante     |
| --------- | ---------------- | ----------- | ----- | ----------- | ---------------------- | --------- | ------------------------ | ------------- |
| 25/6/2022 | Klaksvík         | Amistoso    | No    | Islas Feroe | Bandera de Islas Feroe | 3:1       | Bandera de Andorra       | Andorra       |
| 28/6/2022 | Tórshavn         | Amistoso    | No    | Islas Feroe | Bandera de Islas Feroe | 1:0       | Bandera de Andorra       | Andorra       |
| 3/9/2022  | Andorra la Vieja | Amistoso    | Sí    | Andorra     | Bandera de Andorra     | 3:1       | Bandera de Liechtenstein | Liechtenstein |